# Tiro esportivo nos Jogos Pan-Americanos de 2023 - Skeet masculino
A competição do skeet masculino do tiro esportivo nos Jogos Pan-Americanos de 2023 foi disputada em 21 e 22 de outubro de 2023 no Polígono de Tiro, em Pudahuel. Um total de 27 atiradores de 14 Comitês Olímpicos Nacionais (CON) participaram do evento.

## Calendário
Horário local (UTC−3).
| Data          | Hora  | Fase                   |
| ------------- | ----- | ---------------------- |
| 21 de outubro | 9:30  | Qualificatória – Dia 1 |
| 22 de outubro | 9:30  | Qualificatória – Dia 2 |
| 22 de outubro | 15:00 | Final                  |

## Medalhistas
| Ouro   | USA Vincent Hancock |
| Prata  | ARG Federico Gil    |
| Bronze | PER Nicolás Pacheco |

## Resultados

### Qualificatória
Os seis primeiros atiradores se classificam para a final.
| Pos. | Atirador                 | CON                                 | Dia 1 | Dia 1 | Dia 1 | Dia 2 | Dia 2 | Total | S-off | Notas |
| Pos. | Atirador                 | CON                                 | 1     | 2     | 3     | 1     | 2     | Total | S-off | Notas |
| ---- | ------------------------ | ----------------------------------- | ----- | ----- | ----- | ----- | ----- | ----- | ----- | ----- |
| 1    | Vincent Hancock          | USA Estados Unidos                  | 25    | 25    | 25    | 25    | 25    | 125   |       | Q, =  |
| 2    | Nicolás Pacheco          | PER Peru                            | 25    | 25    | 25    | 23    | 25    | 123   |       | Q     |
| 3    | Federico Gil             | ARG Argentina                       | 24    | 24    | 25    | 24    | 25    | 122   |       | Q     |
| 4    | Héctor Flores            | CHI Chile                           | 24    | 24    | 23    | 24    | 24    | 119   |       | Q     |
| 5    | Luis Bermúdez III        | PUR Porto Rico                      | 23    | 25    | 22    | 24    | 24    | 118   |       | Q     |
| 6    | Luis Gallardo            | MEX México                          | 23    | 23    | 25    | 23    | 23    | 117   |       | Q     |
| 7    | Santiago Romero          | EAI Equipe de Atletas Independentes | 22    | 24    | 24    | 22    | 24    | 116   |       |       |
| 8    | Michael Maskell          | BAR Barbados                        | 24    | 24    | 24    | 22    | 22    | 116   |       |       |
| 9    | Carlos Segovia           | MEX México                          | 23    | 24    | 23    | 22    | 23    | 115   |       |       |
| 10   | Dustan Taylor            | USA Estados Unidos                  | 24    | 21    | 24    | 24    | 22    | 115   |       |       |
| 11   | Jorge Atalah             | CHI Chile                           | 22    | 24    | 23    | 22    | 23    | 114   |       |       |
| 12   | Roberth Vieira           | BRA Brasil                          | 24    | 22    | 24    | 21    | 23    | 114   |       |       |
| 13   | Sebastián Bermúdez       | EAI Equipe de Atletas Independentes | 21    | 25    | 24    | 19    | 24    | 113   |       |       |
| 14   | Julio Dujarric           | DOM República Dominicana            | 20    | 23    | 22    | 24    | 23    | 112   |       |       |
| 15   | Trysten Curran-Routledge | CAN Canadá                          | 22    | 25    | 22    | 21    | 21    | 111   |       |       |
| 16   | Stefano Hazoury          | DOM República Dominicana            | 18    | 23    | 21    | 24    | 24    | 110   |       |       |
| 17   | Luis Isa                 | ECU Equador                         | 21    | 20    | 23    | 22    | 24    | 110   |       |       |
| 18   | Renato Portela           | BRA Brasil                          | 22    | 23    | 22    | 19    | 24    | 110   |       |       |
| 19   | Miguel Pizarro           | PUR Porto Rico                      | 21    | 24    | 22    | 21    | 22    | 110   |       |       |
| 20   | Richard McBride          | CAN Canadá                          | 21    | 22    | 25    | 21    | 21    | 110   |       |       |
| 21   | Nicolás Giha             | PER Peru                            | 23    | 21    | 21    | 23    | 21    | 109   |       |       |
| 22   | Guillermo Torres         | CUB Cuba                            | 22    | 24    | 19    | 24    | 20    | 109   |       |       |
| 23   | Leandro González         | ARG Argentina                       | 22    | 19    | 23    | 21    | 23    | 108   |       |       |
| 24   | José González            | CUB Cuba                            | 22    | 22    | 19    | 21    | 23    | 107   |       |       |
| 25   | Mario De Genna           | ECU Equador                         | 20    | 23    | 21    | 22    | 18    | 104   |       |       |
| 26   | Marco Chu                | PAN Panamá                          | 20    | 19    | 22    | 22    | 20    | 103   |       |       |
| 27   | José del Castillo        | PAN Panamá                          | 21    | 19    | 20    | 20    | 16    | 96    |       |       |

### Final
| Pos.              | Atirador              | Séries | Séries | Séries | Séries | Séries | Séries | Notas                            |
| Pos.              | Atirador              | 1      | 2      | 3      | 4      | 5      | 6      | Notas                            |
| ----------------- | --------------------- | ------ | ------ | ------ | ------ | ------ | ------ | -------------------------------- |
| Medalha de ouro   | USA Vincent Hancock   | 10     | 19     | 29     | 37     | 47     | 57     | Recorde dos Jogos Pan-Americanos |
| Medalha de prata  | ARG Federico Gil      | 9      | 19     | 27     | 37     | 47     | 55     |                                  |
| Medalha de bronze | PER Nicolás Pacheco   | 8      | 16     | 24     | 34     | 44     | —      |                                  |
| 4                 | CHI Héctor Flores     | 8      | 15     | 23     | 32     | —      | —      |                                  |
| 5                 | PUR Luis Bermúdez III | 9      | 16     | 23     | —      | —      | —      |                                  |
| 6                 | MEX Luis Gallardo     | 6      | 15     | —      | —      | —      | —      |                                  |